# Jakow Arkadjewitsch Jakowlew

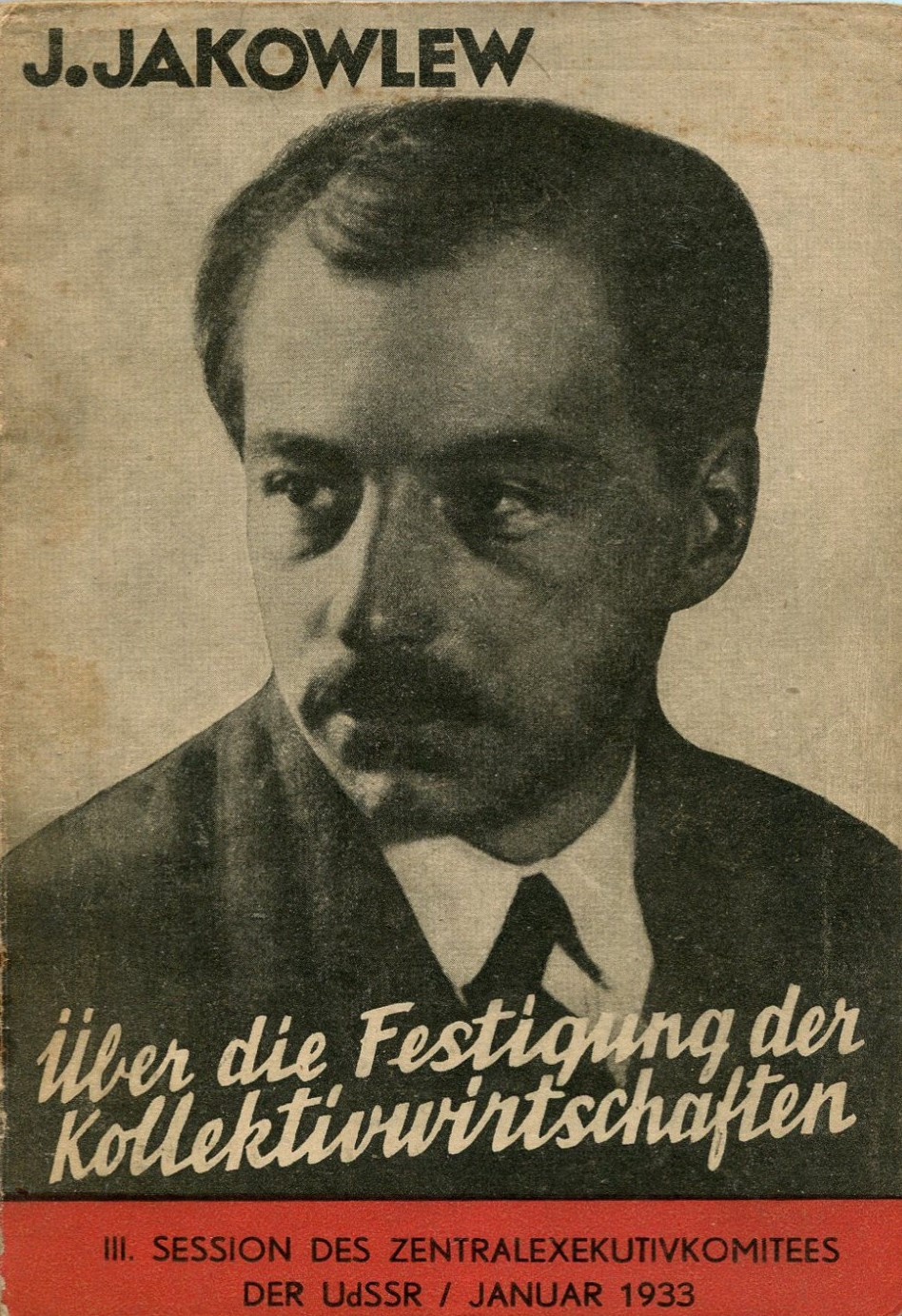

Jakow Arkadjewitsch Jakowlew (russisch Яков Аркадьевич Яковлев; * 9. Junijul. / 21. Juni 1896greg. in Grodno; † 29. Juli 1938, ursprünglicher Familienname Epstein) war ein sowjetischer Parteifunktionär.
Jakowlew schloss sich 1913 den Bolschewiki an. Ab 1929 war er als Volkskommissar für Landwirtschaft verantwortlich für die Zwangskollektivierung. 1936 trat er als Zeuge im ersten Moskauer Prozess auf. 1937 organisierte er für Stalin den Großen Terror in Weißrussland, im folgenden Jahr fiel er ihm selbst zum Opfer.